# Wilhelm Nyström
Carl Wilhelm Nyström, född 6 april 1871 i Karlstads stadsförsamling, Värmlands län, död 28 juli 1937 i Karlstads församling, Värmlands län, var en svensk pianofabrikant och harmoniumfabrikant.

## Biografi
Wilhelm Nyström föddes 1871 i Karlstads stadsförsamling. Nyström invaldes 1917 som associé i Kungliga Musikaliska Akademien. Han avled 1937 i Karlstads församling, Värmlands län.
Nyström innehade J.P. Nyströms orgel- & pianofabrik.